# Parepisparis lutosaria
Parepisparis lutosaria är en fjärilsart som beskrevs av Felder 1875. Parepisparis lutosaria ingår i släktet Parepisparis och familjen mätare. Inga underarter finns listade i Catalogue of Life.

## Bildgalleri

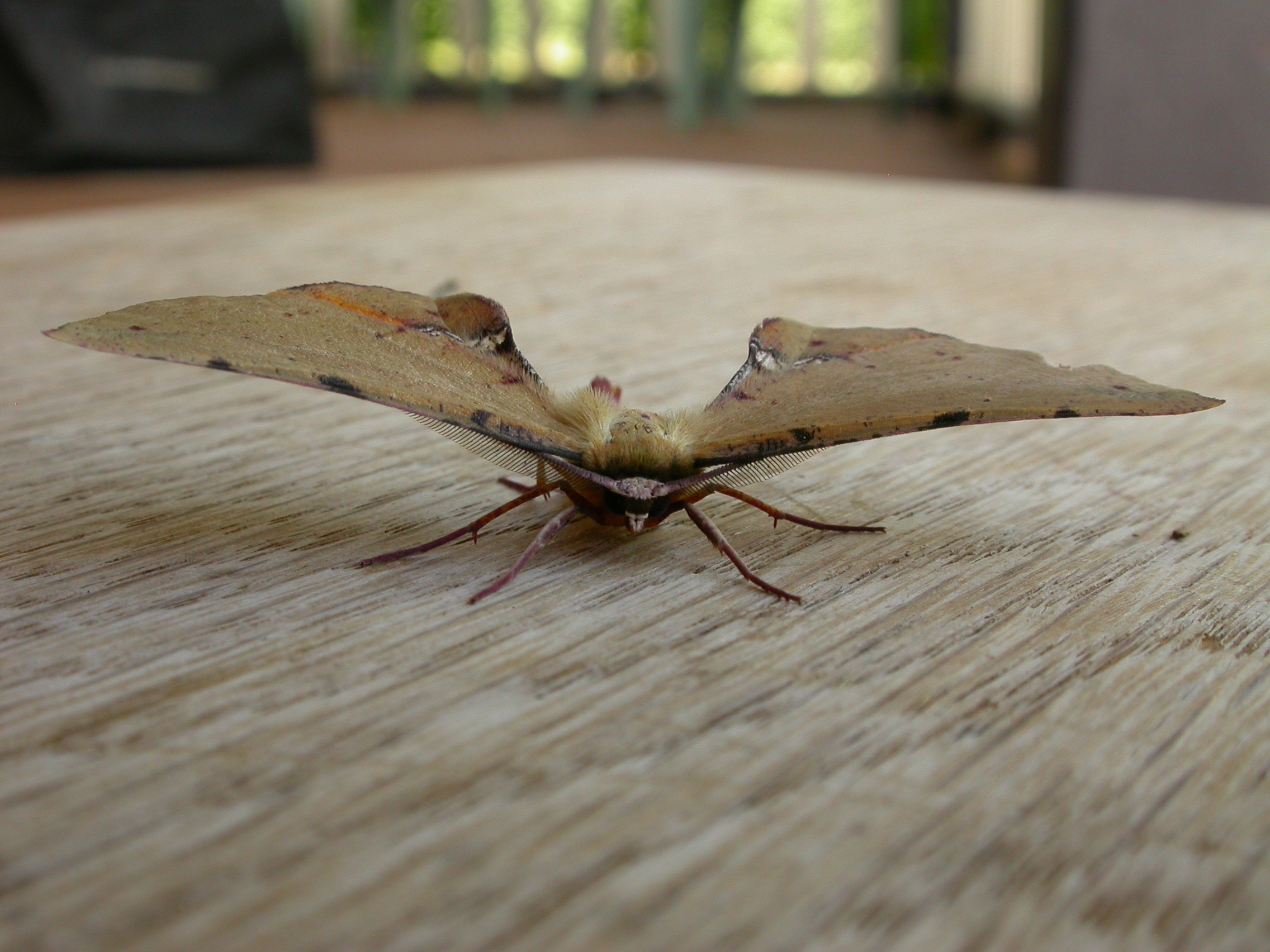